# L'Alfàs del Pi (kommunhuvudort)
L'Alfàs del Pi är en kommunhuvudort i Spanien.   Den ligger i provinsen Provincia de Alicante och regionen Valencia, i den östra delen av landet, 400 km sydost om huvudstaden Madrid. L'Alfàs del Pi ligger 98 meter över havet och antalet invånare är 21 011.
Terrängen runt L'Alfàs del Pi är varierad. Havet är nära L'Alfàs del Pi åt sydost.Runt L'Alfàs del Pi är det tätbefolkat, med 709 invånare per kvadratkilometer. Närmaste större samhälle är Benidorm, 5,3 km sydväst om L'Alfàs del Pi. Trakten runt L'Alfàs del Pi består till största delen av jordbruksmark.